# Ugg

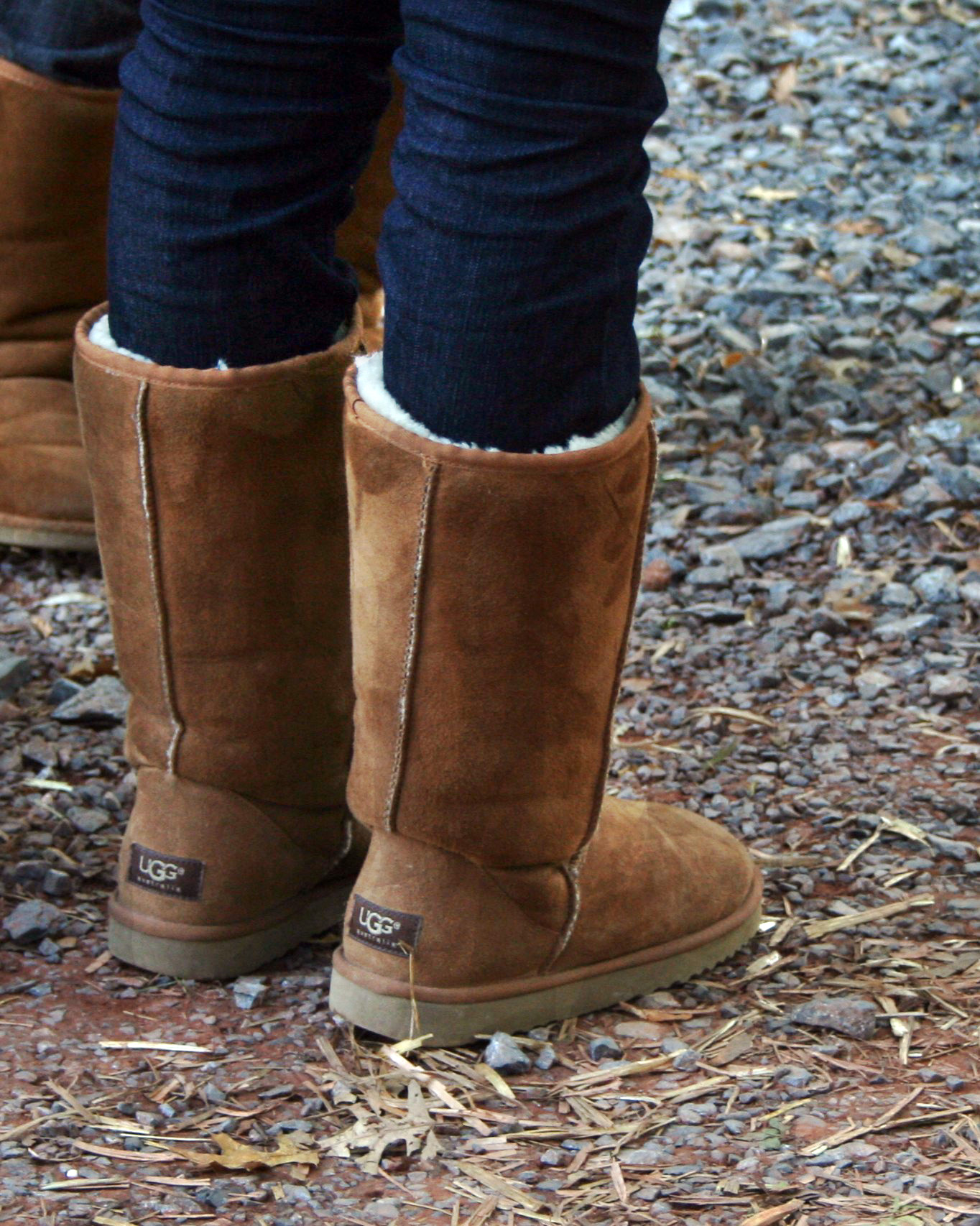
Un paio di stivali australiani UGG

UGG è un marchio di calzature, abbigliamento e accessori di moda, di proprietà della società statunitense Deckers Outdoor Corporation, con sede a Goleta, in California.
UGG è conosciuto per i classici stivali di montone ma la gamma offerta comprende anche scarpe, sandali, zeppe, pantofole, maglie, capi d'abbigliamento, e borse. La pelle utilizzata è double-face, scamosciata fuori e con vello di lana all'interno. Lo stivale è poroso in modo da tenere i piedi freschi in estate e caldi in inverno.

## Storia
Lo stivale di montone fu ideato da un surfista australiano, Shane Stedman: la sua idea nasceva dall'esigenza di mantenere caldi i piedi dopo aver fatto surf nelle fredde acque australiane. Nel 1971 Stedman registrò in Australia il marchio UGH-BOOTS e nel 1982 il marchio UGH. Nel 1978 fu un altro surfista australiano, Brian Smith, ad avviare la società di calzature UGG Australia negli Stati Uniti: le calzature della UGG incontrarono il favore del pubblico tra i surfisti californiani e le star di Hollywood.
Nel 1995 la società statunitense Deckers Outdoor Corp. acquistò la società fondata da Smith, la UGG Holdings, Inc., per 15 milioni di dollari. Nel 1996 Shane Stedman vendette alla Deckers i propri diritti sui marchi australiani UGG: la contropartita era pari a £ 10.000, con l'impegno aggiuntivo della società a fornirgli tre paia di stivali UGG all'anno per tutta la vita..
A partire dai primi anni 2000, gli stivali UGG sono diventati un prodotto di moda e un fenomeno culturale.
Molta della loro popolarità è dovuta a Oprah Winfrey, la famosa presentatrice americana dell'omonimo talk-show.
All'inizio del 2000, Oprah incluse gli stivali UGG tra “le cose che mi piacciono di più” citandoli più volte durante le sue trasmissioni speciali dedicate al periodo delle vacanze. Alcune celebrità del cinema, come Kate Hudson, Sarah Jessica Parker, Jennifer Aniston e Cameron Diaz sono state fotografate con gli stivali UGG.
UGG è stato nominato “Marchio dell'anno” dalla Footwear News.

## Marchio
Il marchio UGG, di proprietà della Deckers Outdoor Corporation, è registrato in più di 120 paesi, tra i quali gli Stati Uniti, l'Europa e la Cina. Vi sono state numerose controversie relative alla validità del Marchio UGG in Australia, negli Stati Uniti e in Europa. Le sentenze dei tribunali degli Stati Uniti e dei Paesi Bassi hanno respinto la pretesa che UGG sia un marchio generico, sostenendo invece la validità delle sue registrazioni.
Nel 2006 l'Ufficio Marchi Australiano ha confermato la validità del Marchio "UGG Australia" della Deckers.
Il Marchio UGG è stato oggetto di contraffazioni, provenienti in particolare dalla Cina.
Siti che vendono prodotti contraffatti possono essere creati facilmente e i contraffattori copiano le foto e i testi dei siti originali in modo da far sembrare “veri” i siti fasulli. Team di avvocati hanno fatto chiudere migliaia di aste su eBay e oscurare siti che vendevano stivali UGG contraffatti. Negli Stati Uniti e nel Regno Unito sono stati messi a segno numerosi sequestri doganali e giudiziari di stivali UGG falsi e di contraffazioni di altri marchi celebri.